# تپه الله‌آباد
تپه الله‌آباد مربوط به دوره اشکانیان است و در شهرستان شیروان، بخش مرکزی، دهستان حومه، ۱ کیلومتری شرق روستای الله‌آباد واقع شده و این اثر در تاریخ ۲۵ آبان ۱۳۸۷ با شمارهٔ ثبت ۲۳۷۶۳ به‌عنوان یکی از آثار ملی ایران به ثبت رسیده است.